# Jooble
Jooble — це глобальна продуктова ІТ-компанія, основним продуктом якої є міжнародний вебсайт пошуку роботи, яким щодня користуються мільйони людей у 69 країнах. Офіс знаходиться в Києві.

## Історія компанії
Jooble засновано 2006 року студентами з України Романом Прокоф'євим і Євгеном Собакарьовим. Спершу сервіс запустили в Україні, з 2008 року пошуковик працював в Росії, Казахстані та Білорусі. Станом на 2010, сервісом можна було скористатись у 24 країнах. Через пів року після запуску стартап почав отримувати операційний прибуток. Перший великий інвестор, Horizon Capital, інвестував у Jooble у 2014 році.
У 2014 році Google змінив правила ранжування в пошуковій системі, що призвело до кризи для компаній у різних галузях, з якої сам Jooble вийшов лише у 2017 році. За 2019 рік сайт відвідало 950 млн разів. Через три роки, у 2020 році, Jooble придбав популярний на той час у пострадянських країнах агрегатор вакансій Hotwork.
У 2022 році Jooble інвестував один мільйон доларів у стартап JayJay, онлайн-освітню платформу Індонезії. У 2022 році компанія запустила мобільний додаток JOOBLE Job Search для iOS та Android. Після російського вторгнення в Україну в 2022 році сайт припинив свою роботу в Росії та Білорусі. Того ж року JOOBLE спільно з європейськими компаніями запустили проект Give a Job for UA, який допомагає українським біженцям у працевлаштуванні.
За даними SimilarWeb, це один із 10 найпопулярніших ресурсів із працевлаштування за відвідуваністю в сегменті «Вакансії та працевлаштування». У компанії понад 330 співробітників, генеральним директором є Дмитро Гринь.

## Принцип роботи
Jooble збирає оголошення про вакансії з сайтів оголошень про роботу, сторінок компаній, газет, рекрутингових агенств. Користувач шукає на сайті роботу за містом і назвою вакансії. Після переходу за оголошенням, користувач переходить на сторінку роботодавця.